# سرداريا
سرداريا أو سيحون هي مدينة ومقر مقاطعة سرداريا في ولاية سرداريا في أوزبكستان.